# Novela (direito romano)
Novela (em latim: novella constitutio; lit. "novo decreto"; em grego: νεαρά; romaniz.: neará), no direito romano, é um novo decreto ou édito, ou seja, uma nova lei. O termo foi usado a partir do século IV e especificamente às leis emitidas após a publicação do Código de Teodósio em 438 e, em seguida, às novelas de Justiniano, ou Novelas das Constituições. Foi usado dentro e fora da história romana posterior, até cair em desuso durante o final do período bizantino.